# Kimberley (Dél-afrikai Köztársaság)
Kimberley város a Dél-afrikai Köztársaságban, az ország közepén elterülő Észak-Fokföld tartomány székhelye az Oranje folyóba ömlő Vaal-folyó torkolatának közelében. A város történelmileg jelentős; nagy gyémántbányászati központ és fontos gazdasági-kereskedelmi központ volt. Kimberley ostroma a második búr háború egyik kiemelkedő eseménye volt. Innen származott a híres mágnás Cecil Rhodes vagyona, és itt csinálta meg a szerencséjét Barney Barnato is. A bányászváros korai napjaiba vezethetők vissza a De Beers gyémántvállalat gyökerei.

## Története

### A gyémánt felfedezése
1866-ban Erasmus Jacobs egy apró ragyogó kavicsot talált az Oranje partján, a Hopetown közelében fekvő de Kalk farmon, amit apja a helyi Griquaktól bérelt. Megmutatta a kavicsot az apjának, aki aztán eladta. A kavicsot Jacob by Schalk van Niekerk vette meg, aki később tovább is adta. A kavicsról bebizonyosodott, hogy egy 21,25 karátos (4,25 g) gyémánt, amely a későbbiekben Eureka néven vált ismertté. Három évvel később Schalk van Niekerk újabb de Kalk környékéről származó követ adott el, a Dél-Afrika Csillagát, amelyért 11 200 fontot kapott. A követ a londoni piacon újból értékesítették, ezúttal 25 000 fontért.

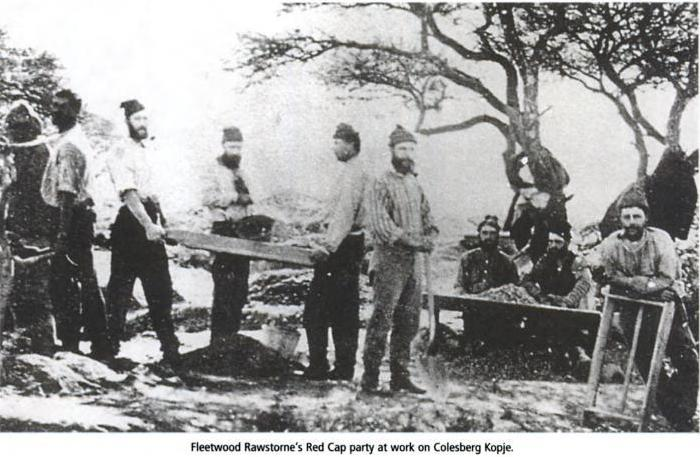
Fleetwood Rawstone talajkutatókból álló "Vörös Sapkás" csapata a Colesberg Kopje-n.

1871-ben, egy még ennél is nagyobb 83,5 karátos (16,7 g) gyémántot találtak a Colesberg Kopje lejtőin, a De Beers testvérekhez tartozó Vooruitzigt farmon. A drágakövet Esau Damoense (vagy Damon), a talajkutató Fleetwood Rawstone "Vörös Sapkás" csapatának szakácsa fedezte fel, miután büntetésből ásni küldték a Colesberg Kopje-re. Rawstone elvitte a közeli ásatások hírét a De Beers testvéreknek - az ő érkezése hozta mozgásba "New Rush"-t, ahogy a helyet újonnan hívni kezdték. A hajsza a gyémánt után ugyanis eszeveszett volt. Egy hónapon belül 800 parcellára (30 láb × 30 láb) osztották a dombocskát; amelyen két-háromezer ember dolgozott kétségbeesetten. Ahogy a föld színe egyre alacsonyabbra került, a dombocska eltűnt, és a helyén bánya lett - az idővel világhírű Kimberley Bánya.
A gyémánt mezőkre igényt tartott Fokföld, Transvaal, Oranje Szabadállam és a Griqua vezető Nikolaas Waterboer is. A Szabadállambeli búrok különösen szerették volna a területet, mivel a Vaal, és Oranje folyók a természetes határát képezték. A Natal kormányzója által felügyelt egyeztetéseket követően Waterboer javára döntöttek; aki brit védelem alá helyezte magát. Következésképpen a területet 1871. október 27-én Nyugat Griquaföldnek kiáltották ki.

### A hely elnevezése: Vooruitzigt-tól New Rush-on át Kimberley-ig

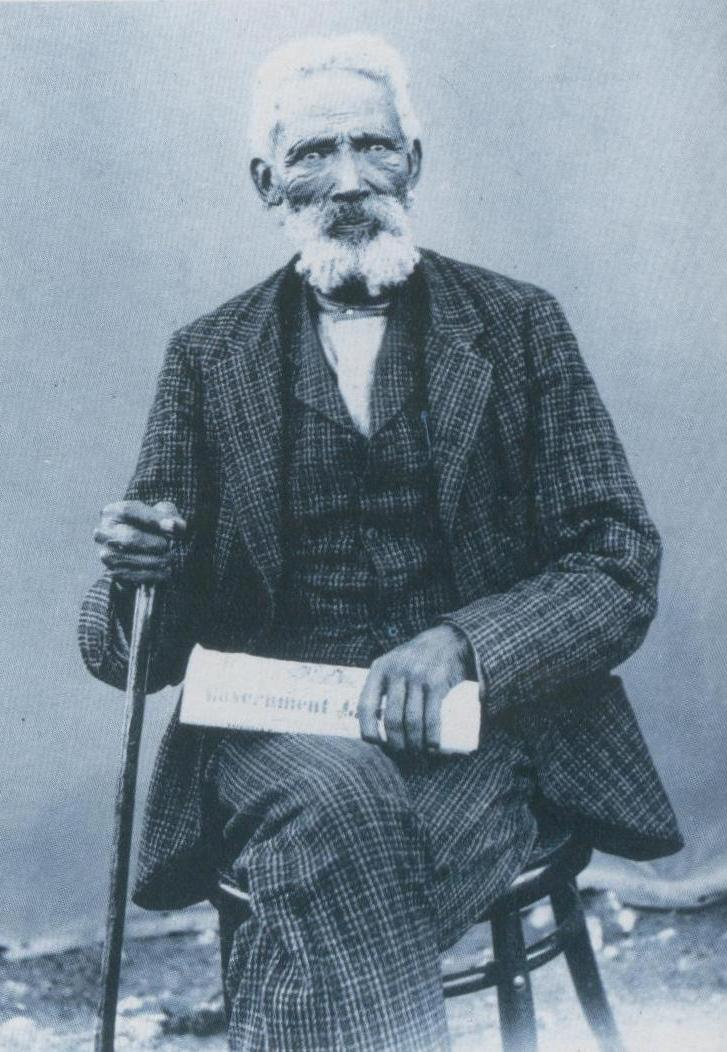
Nicolaas Waterboer

1871. november 17-én gyarmati biztosok érkeztek New Rush-ba, hogy Fokföld Kormányzója nevében gyakorolják a hatóságot a területen. A következő évben a munkások panaszai és kisebb zavargások arra késztették Henry Barkly kormányzót, hogy New Rush-ba látogasson; a látogatás során felfedte azt tervet, amely szerint Nyugat Griquaföld koronagyarmattá nyilvánítják. Richard Southeynak, a tervezett koronagyarmat helyettes-kormányzójának 1873 januárjában kellett volna megérkeznie. Hónapok teltek el azonban a kiáltvány, vagy a képviseleti kormányzat számára megígért új alkotmány és rendelkezések legcsekélyebb jele nélkül. A késedelem oka Londonban volt, ahol a gyarmatügyi miniszter, Lord Kimberley ragaszkodott hozzá, hogy a választási körzetek kijelölését megelőzően a helyeknek tisztességes és érthető nevet kell kapniuk. "Őlordsága visszautasított bármely kapcsolatot olyasféle közönségességgel, mint New Rush vagy mint a holland név, a Vooruitzigt, amelyet sem lebetűzni, sem kimondani nem tudott." Az ügyet átadták Southey-nak, aki odaadta a titkárának, J.B. Currey-nek. Currey tapasztalt diplomataként biztosra vette, hogy Lord Kimberley képes lenne a fő választókörzet nevének kimondására és lebetűzésére is, ha azt Őlordsága után neveznék el. 1873. július 5-ei keltezéssel megszületett a határozat; New Rush-ból Kimberley lett. A munkások hangulatát leginkább a helyi Diamond Fields újság egyik szerkesztője fejezte ki: "New Rushban mentünk aludni és Kimberleyben ébredtünk fel, és így az álmunk is szertefoszlott".
Az területet érintő ellenérdekeltségek miatt a brit kormány 90 ezer fonttal kárpótolta Oranje Szabadállamot. A megegyezést követően Nyugat Griquaföldet 1877-ben Fokföldhöz csatolták. John Moltenonak, Fokföld miniszterelnökének kezdetben komoly kétségei voltak a súlyosan eladósodott régió annexállást illetően, azonban a kormánnyal történő megbeszélések során biztosították afelől, hogy a helyi lakossággal is konzultálnak majd a folyamatban. Így 1877. július 27-én aláírta a Nyugat Griquaföld Annexálásról szóló törvényt.

### A Nagy Lyuk és más bányák

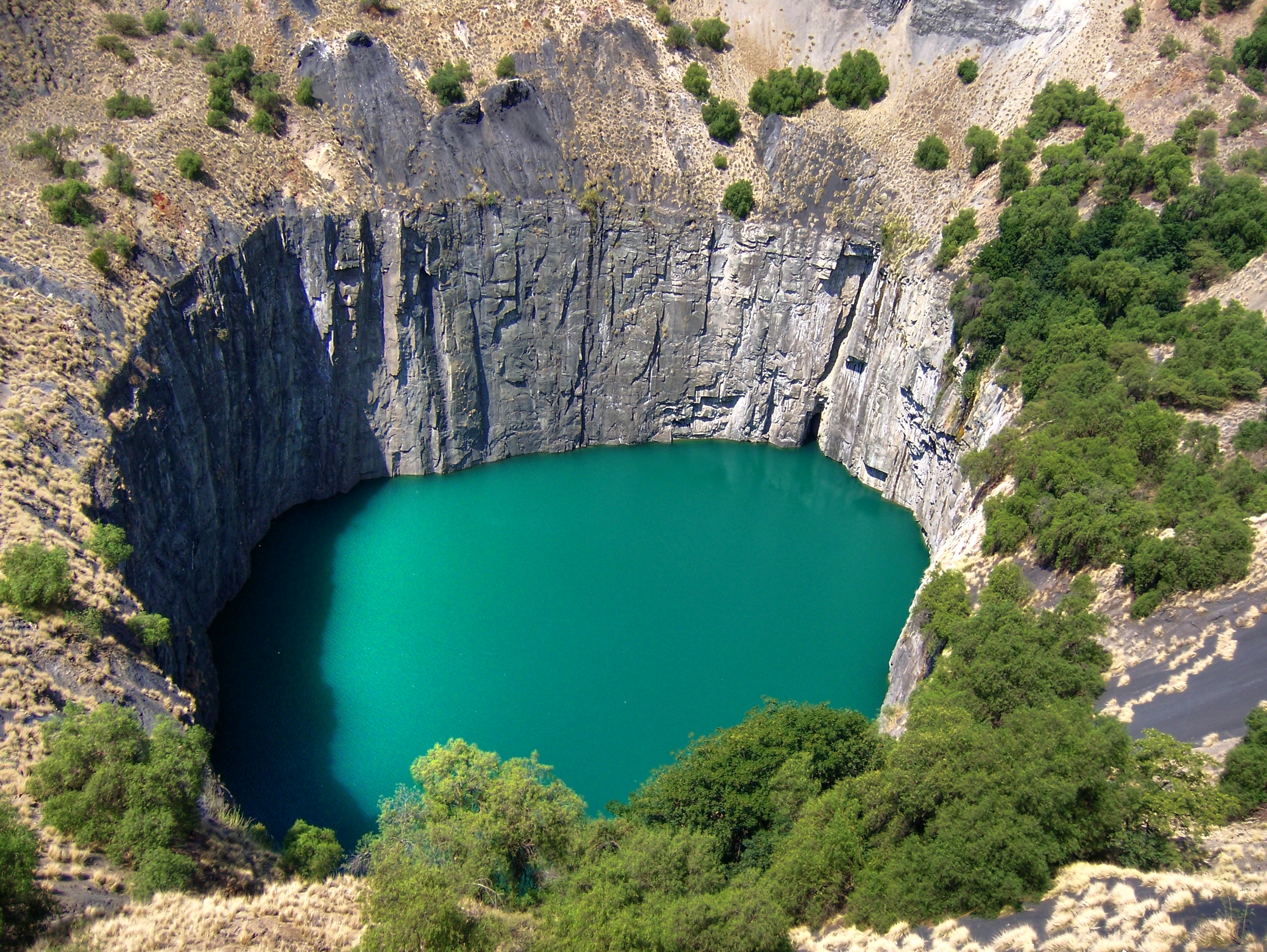
A Nagy Lyuk.

A bányászok ezreinek érkeztével a domb fokozatosan eltűnt, majd a Nagy Lyuk néven vált ismertté; hivatalos nevén Kimberley Mine. A bányászat 1871 július közepi kezdetétől 1914-ig 50 ezer bányász mélyítette a lyukat csákánnyal és ásóval, ezzel 2722 kg gyémántot hoztak felszínre. A Nagy Lyuk 17 hektáron terül el, 463 méter szélességben. Az évek alatt 240 méter mélyre ásták, ám ezt követően törmelékkel részlegesen feltöltötték, aminek következtében a mélysége 215 méterre csökkent. A Lyuk alján 40 méter magasságban gyülemlett fel a víz, így csak 175 méternyi mélységben látható. A felszín alatt a Kimberley bányát tovább művelték, egészen 1097 méteres mélységig. A népszerű helyi mítosz azt állítja, hogy ez a legnagyobb kézzel ásott lyuk a világon, azonban a Jagersfontein Bánya úgy tűnik tartja a rekordot. A Nagy Lyuk volt a fő nevezetessége a 2003 májusában benyújtott javaslatnak, amelyben a "Kimberley-gyémántbánya és kapcsolódó ipartörténeti helyszínek" felkerültek az UNESCO Világörökség javaslati listájára.

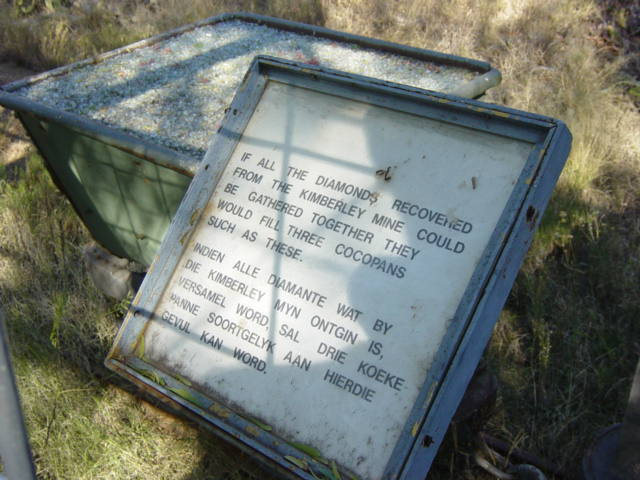
Tábla a Nagy Lyuk mellett. A felirat szövege: "Ha a Kimberley bányából kitermelt összes gyémántot egy helyre lehetne gyűjteni, akkor azok három ehhez hasonló csillét töltenének meg."

A különböző kisebb bányász társaságok összeolvadtak, létrejött a Barney Barnato vezette De Beers, valamint a Cecil Rhodes és Charles Rudd vezette The Kimberley vállalat. 1888-ban a két társaság De Beers Consolidated Mines néven egyesült, amely még napjainkban is őrzi monopóliumát a gyémánt piacon. A területen összesen öt hatalmas lyukat ástak, követve a városról elnevezett kimberlit kürtőket. A kimberlit egy gyémántokat tartalmazó kékes színű magmás kőzet, amely a sárga talajréteg alatt helyezkedik el. A legnagyobb bánya, a Kimberley Mine 1914-ben zárt be, további három lyuk - a Du Toitspan, a Wesselton és a Bultfontein pedig 2005-ben.
1873-ra Kimberley becsült lakossága elérte a 40 ezer főt, ezzel Dél-Afrika második legnagyobb, és a régió legnagyobb városává vált. A város gyors gyarapodása részben a tömeges bevándorlásnak köszönhető. A kontinens minden részéből érkező bevándorlókat tárt karokkal fogadták, mert a De Beers vállalatnak szüksége volt az olcsó munkaerőre a bánya működtetéséhez. A pénz másokat is a városba csábított; változatos etnikumú prostituáltakat, akik megtalálhatóak voltak a város bárjaiban és szalonjaiban. Kimberley-t a korlátlan lehetőségek városának tartották.

### A második búr háború
A második búr háború első szakaszában, 1899. október 14-én vették ostrom alá Kimberley városát. A búr erők tüzérséggel próbálták megtörni a város lakosságát, ez azonban nem járt sikerrel. A De Beers vállalat mérnökei válaszul saját ágyút építettek, amelyet Long Cecilnek kereszteltek el; az erőviszonyokon azonban nem sokat változtatott. A lakosság (elsősorban a fehérek) a Kimberley környéki bányákban találtak menedéket a bombázás elől. A várost felmenteni igyekvő brit erők súlyos veszteségeket szenvedtek. A felszabadításra végül csak 1900. február 15-én került sor; amikor John French lovasrohammal sikeresen áttörte a búr vonalakat és bejutott a városba. A háború azonban még 1902-ig folytatódott, ez alatt a britek koncentrációs tábort állítottak fel, a búr nők és gyerekek fogva tartására.

### Kimberley az apartheid alatt
1912-ben az addig külön létező Kimberley és Beaconsfield kerületek összeolvadásával létrejött Kimberley városa.
Habár jelentősebb mértékű faji elkülönítés korábban is létezett, az apartheid egyik legjelentősebb hatása Kimberleyre a "lakóhelyi, faji szegregációt előíró" (Group Areas Act) törvény végrehajtása volt. A közösségeket jogszabályi alapon fajilag sorolták be, nevezetesen európai (fehérek), natív (feketék), színes és indiai kategóriákba - majd meghozták a "vegyes házasságok tilalmáról szóló" (Prohibition of Mixed Marriages Act) törvényt. Az egyes családokat háromféleképpen oszthatták fel (olyan notórius módszerek alapján, mint a ceruza teszt); és a vegyes közösségeket vagy teljesen áttelepítették (mint Malay Camp városrészben) vagy szelektíven kitisztították (mint Greenpoint városrészben, ami "színes" területté vált; így az ottani afrikai és más lakosokat a város különböző részeire költöztették). A lakossági szegregáció érvényesült azokban a folyamatokban amelyek új városközpontok kialakulásához vezettek a terjeszkedő város északi-északkeleti peremén. Azokat az intézményeket, amelyeket súlyosan érintettek az új törvények, elköltöztették (mint a Bean Street Methodist Church, vagy a William Pescod and Perseverance School esetében), vagy bezárták (Gore Browne (Native) Training School). Jogszabályok korlátozták az afrikai lakosok mozgását, illetve egyes nyilvános helyeket "csak európaiaknak" tartottak fenn. Más rendelkezések faji alapon igyekeztek felhasítani az egyházközösségeket, ám az erről szóló törvényt Clayton érsek 1957-ben a dél-afrikai anglikánok nevében írt levelében elutasította.
Kimberleyben az apartheiddel szembeni ellenállás az Ellenszegülés Kampány részeként már 1952 közepén elkezdődött. Dr. Arthur Letele önkéntesekből álló csoportot szervezett, hogy elfoglalják a Kimberley Pályaudvar néhány európaiaknak fenntartott padját, és így tiltakozzanak a szegregációs törvény ellen. A részvevőket letartóztatták és bebörtönözték. Ugyanezen év november 8-án történt a Mayibuye felkelés, amely a sörcsarnokban felszolgált rossz minőségű sör körül kezdődött, és végül lövöldözésbe torkollt. Az eseményt követő tömeges temetést november 12-én rendezték a Kimberley West End temetőben. A mészárlás után sor került az állítólagos vezetők (Dr. Letele, Sam Phakedi, Pepys Madibane, Olehile Sehume, Alexander Nkoane, Daniel Chabalala és David Mpiwa) letartóztatására. Wade főesperes (St Matthew’s Church), a vizsgálat során mint tanú, egyenesen az apartheid politikáját hibáztatta, ami elhozta azokat a feltételeket - ideértve a rossz lakáskörülményeket, világítást és tömegközlekedést; együttesen a beváltatlan ígéretekkel - amelyek aztán a lázongáshoz vezettek.
Kimberley volt a székhelye az apartheid-ellenes aktivisták későbbi generációjának; amelybe például Phakamile Mabija, Manne Dipico és Dipuo Peters is tartoztak.
Az apartheid elleni harc jeles figurájának Robert Sobukwe-nek is volt kapcsolata a várossal; a Pánafrikai Kongresszus alapítóját a Robben szigeti börtönből való 1969-es szabadulását követően Kimberleybe száműzték (házi őrizet alá helyezték). Sobukwe a városban halt meg 1978-ban.
Kimberleyben született és nőtt fel Benny Alexander, a Pánafrikai Kongresszus és a Pánafrikai Mozgalom főtitkára, aki később Khoisan X-re változtatta nevét. Az apartheid éra "színes" politikájának másik kiemelkedő alakja Sonny Leon volt.

### Az apartheid után
A Kimberley székhelyű Észak-Fokföld tartomány 1994-ben jött létre. Az 1940-es évektől kezdődően működtek itt kvázi tartományi infrastruktúrák, azonban Kimberley 1994 után jelentős fejlődésen ment keresztül. Adminisztratív szerveket állítottak fel, amelyek otthonul szolgáltak az új tartomány kormánya számára. Észak-Fokföld Törvényhozó Testületét azért hozták létre, hogy összekapcsolja a korábban kettéosztott várost. Az átnevezett Sol Plaatje Helyi Önkormányzat részeként működő Kimberley Városi Tanácsát kibővítették. Kinyilvánították a város új címerét, és mottóját.
Az apartheid eltörlésével a korábban "csak európaiaknak" elérhető intézmények mindenki számára elérhetőek váltak; ilyenek voltak például az iskolák, vagy a korábban elkülönített városrészek. A gyakorlatban ez csak azok számára volt felemelkedési opció, akik megengedhették maguknak a költségesebb lehetőségeket; míg a fekete lakosság jelentős része a községekben maradt, ahol nagy a szegénység.
Jelentős települési fejlesztések mentek végbe az RDP (Reconstruction and Development Programme) keretében - annak ellenére, hogy felmerültek minőségbeli aggályok. Kimberley népessége növekedett, az urbanizáció ösztönzője a "bevándorlást szabályzó törvény" (Influx Control Act) eltörlése volt.
A becslések szerint 1998-ban Kimberley lakossága 210 800 fő volt, a háztartások száma pedig 46 207. A régió lakosságát 2008-ban már 250 ezer főre becsülték.

## Gazdaság: a kereskedelem megváltozása
Kimberley volt a központja a késő 19. századra datálható Dél-afrikai iparosodásnak, amely átalakította az ország gazdaságát. Az agrár állam egyre jobban kezdett támaszkodni az ásványi vagyonára. Az új gazdasági berendezkedés kulcs eleme a migráns munkaerő volt. A Kimberley-i (és később a Gold Fields-i) bányák munkaerő iránti kereslete egyre növekvő számban vonzotta az afrikai munkásokat a kontinens egészéről. Az 1880-ban Kimberleyben kifejlesztett összetett munkaügyi rendszert később lemásolták az aranybányákban, majd egyéb helyeken is.

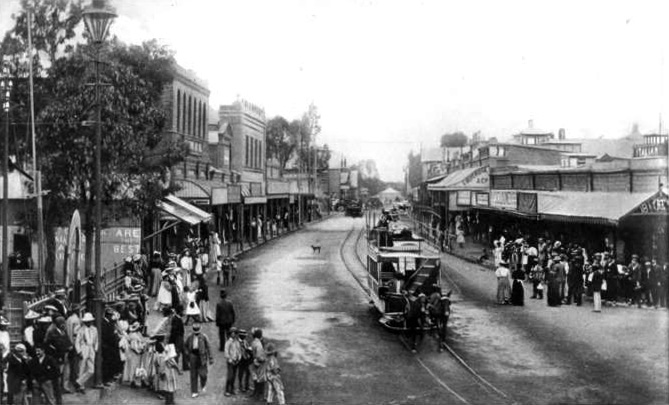
Du Toit's Pan Road, Kimberley, 1899

A város adott otthont Dél-Afrika első tőzsdéjének, a Kimberley Royal Stock Exchange-nek; amelyet 1881. február 2-án nyitottak meg.
1882. szeptember 2-án Kimberley vált az első várossá a déli féltekén, ahol elektromos közvilágítást építettek ki.
Kimberley növekvő jelentősége vezetett el odáig, hogy 1892-ben itt rendezték az egyik legkorábbi Dél-afrikai és Nemzetközi Kiállítást. Az eseményt Jóreménység fokának kormányzója Sir Henry Loch nyitotta meg szeptember 8-án. A kiállításon teret kapott a képzőművészet; a bányászati berendezések és eljárások, valamint egyéb tárgyak mellett kiállításra került Viktória királynő királyi festménygyűjteménye. A kiállítás jelentős érdeklődést váltott ki nemzetközi szinten, aminek következtében versengés alakult ki a kiállítóhelyekért.
1896-ban itt nyílt meg Dél-Afrika első bányaiskolája, amit később Johannesburgba költöztettek, megteremtve ezzel a Witwatersrand Egyetem alapjait. Valójában a diákok az első két évben Fokváros, Grahamstown vagy Stellenbosch főiskoláiba jártak, majd a harmadik évet Kimberleyben, a negyediket Johannesburgban teljesítették. A felépített épületek költségéhez összesen 9 ezer fonttal járult hozzá a De Beers.

### Közlekedés

#### Légiközlekedés
Dél-Afrika légi közlekedése Kimberleyből származik, amelyre a Pioneers of Aviation Museumban emlékeznek meg (és itt őrzik az első Compton Patterson kétfedelű másolatát is). Az 1930-as években Kimberley dicsekedhetett a legjobb éjszakai leszállási lehetőséggel az afrikai kontinensen. 1934-ben egy jelentős légi versenyt rendeztek a városban. A háború évei alatt a Kimberley Repülőtér a Dél-afrikai Védelmi Erők (South African Defence Force) irányítása alá tartozott, ahol vadászpilótákat kiképeztek ki.
Ma a Kimberley Airport (IATA: KIM, ICAO: FAKM) üzemelteti a repteret, menetrendszerű járatokkal Fokvárosba és Johannesburgba.

#### Vasút

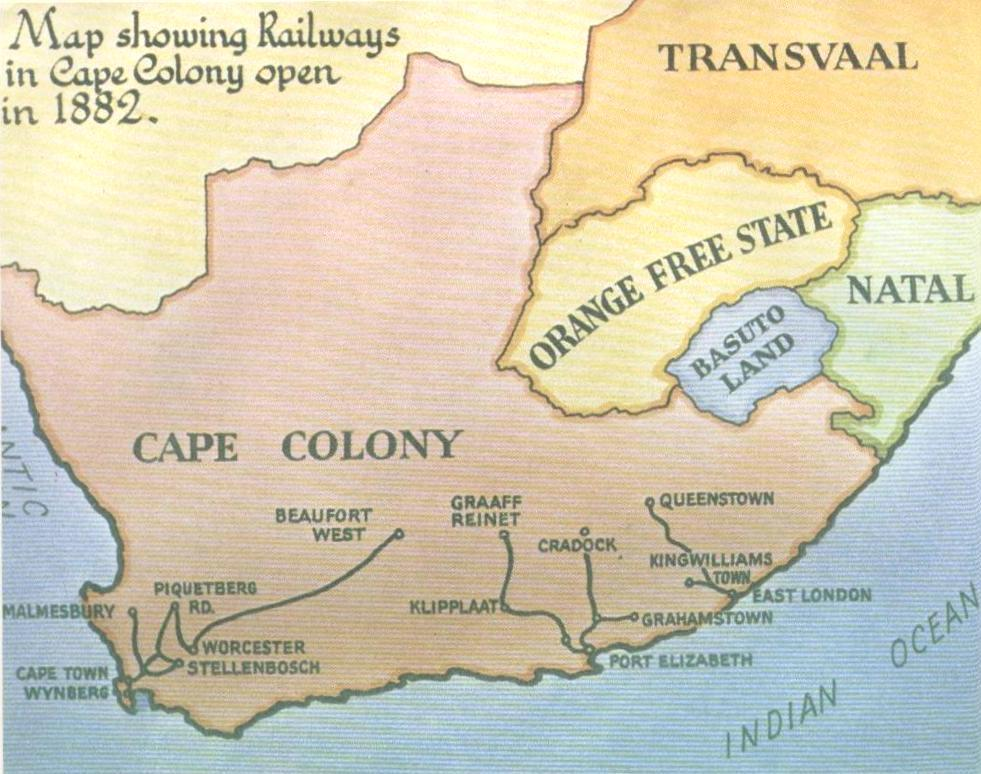
Fokföld vasútvonal-hálózata 1882-ben.

Az állami vasúttársaság vezetésével (Cape Government Railways) 1872-ben kezdődött meg munka a Kimberleyt és a Fokföld partvonala mentén fekvő városokat összekötő vasútvonal építésén. A Fokvárost Kimberleyvel összekötő vasútvonal építése 1885-ben fejeződött be, felgyorsítva az utazást, és az árú szállítását. A vasútvonal olcsó gabonával, szénnel, és egyéb termékekkel látta el a várost, ennek eredményeképpen visszaszorította a tűzifa és friss áruk hátországbeli (főleg afrikai) kereskedelmét. A vasút nagy szerepet játszott emellett az 1918-as spanyolnátha járvány kezdeti gyors terjedésében.
A vasútvonal-hálózat végeredményben összekapcsolta Kimberley, Port Elizabeth, Johannesburg, Durban és Bloemfontein városokat. A legnagyobb csomópont a karooi De Aar volt; amely összekapcsolta a huszadik század elején épült vonalakat Upingtonnal (később Namíbiával) és Calviniával. Az 1990-es évektől visszaesés tapasztalható a vasút forgalmában.
Napjainkban a Shosholoza Meyl, és Transnet Freight Rail biztosítja a személyvonat-szolgáltatást Kimberley, Johannesburg, és Fokváros között. Ennél magasabb színvonalú élményeket kínál az észak-dél fővonalon haladó Blue Train, valamint a Rovos Rail társaság luxusvonatai.

#### Közút

Az N1 autóút nyomvonala.

A postakocsi és busz útvonalak gyorsan fejlődtek, ahogy a gyémánt mezők utáni hajsza lendületbe jött. A két főbb útvonal Fokvárosból, és az akkor legközelebbi tengeri kikötőből, Port Elizabethből vezettek a városba. Kortárs beszámolók az 1870-es évekből leírják, hogy az utak némelyike borzalmas állapotban van, és becsmérlik azokat a hidak hiánya miatt. Az 1880-as évek közepétől a Kimberley-n, és Mafeking-en (ma Mahikeng) átvezető út vált a brit gyarmati terjeszkedés fő tengelyévé. Ezen út mentén indult el 1890-ben Kimberleyből a Pioneer Column, hogy megalapítsa Rodézia első településé(ei)t. Napjainkban az északra tartó fő "ütőér", a Fokvárostól Johannesburgig vezető N1 autóút Kimberleyt elkerülve, Bloemfonteinen keresztül vezet.
Kimberley az N12-es, és N8-as autóutak találkozásánál fekszik.

### Kimberley napjainkban
Ma Kimberley Észak-Fokföld tartomány törvényhozó testületének és tartományi közigazgatásának székhelye; utóbbi a régió bányászati és mezőgazdasági szektoraiért felelős.

#### Turizmus
A város jelentős turisztikai célpontként jellemzi magát; a „áros, amely ragyog” a legkülönbözőbb múzeumokkal és látnivalókkal büszkélkedhet. Ugyanakkor átjáró Észak-Fokföld további látnivalóihoz, beleértve a Mokala Nemzeti Parkot, természetvédelmi területeket, és számos rezervátumot vagy vadászházat, valamint a régió történelmi helyszíneit.

## Időjárása és földrajza

### Időjárása
| Hónap                                 | Jan. | Feb. | Már. | Ápr. | Máj. | Jún. | Júl. | Aug. | Szep. | Okt. | Nov. | Dec. | Év   |
| ------------------------------------- | ---- | ---- | ---- | ---- | ---- | ---- | ---- | ---- | ----- | ---- | ---- | ---- | ---- |
| Rekord max. hőmérséklet (°C)          | 40,0 | 40,0 | 36,0 | 35,0 | 31,0 | 27,0 | 27,0 | 31,0 | 36,0  | 38,0 | 39,0 | 40,0 | 40,0 |
| Átlagos max. hőmérséklet (°C)         | 33,0 | 31,0 | 29,0 | 25,0 | 21,0 | 18,0 | 19,0 | 21,0 | 26,0  | 28,0 | 30,0 | 32,0 | 26,1 |
| Átlagos min. hőmérséklet (°C)         | 18,0 | 17,0 | 15,0 | 11,0 | 7,0  | 3,0  | 3,0  | 5,0  | 9,0   | 12,0 | 15,0 | 17,0 | 11,0 |
| Rekord min. hőmérséklet (°C)          | 7,0  | 6,0  | 2,0  | 0,0  | −6,0 | −7,0 | −8,0 | −7,0 | −6,0  | −1,0 | 3,0  | 5,0  | −8,0 |
| Átl. csapadékmennyiség (mm)           | 57   | 76   | 65   | 49   | 16   | 7    | 7    | 7    | 12    | 30   | 42   | 46   | 414  |
| Forrás: South African Weather Service |      |      |      |      |      |      |      |      |       |      |      |      |      |

### Vízellátás
Kimberley a Vaal-folyó vizét hasznosítja, amelyet a várostól 15 km-re északra fekvő Rivertonból pumpálnak csővezetéken.

### Népesség
Kimberley kiterjesztett környezetének lakosságát 2007-ben 243 ezer főre becsülték; a népesség 46%-ban fekete, 40%-ban színes és 13%-ban fehér (ezeket a kategóriákat a kormányzat még napjainkban is használja). A beszélt nyelvek az afrikaans (49%), setswana (33%), angol (7,5%), isixhosa (5,6%) és a sesotho (2,2%).

### Vidéke

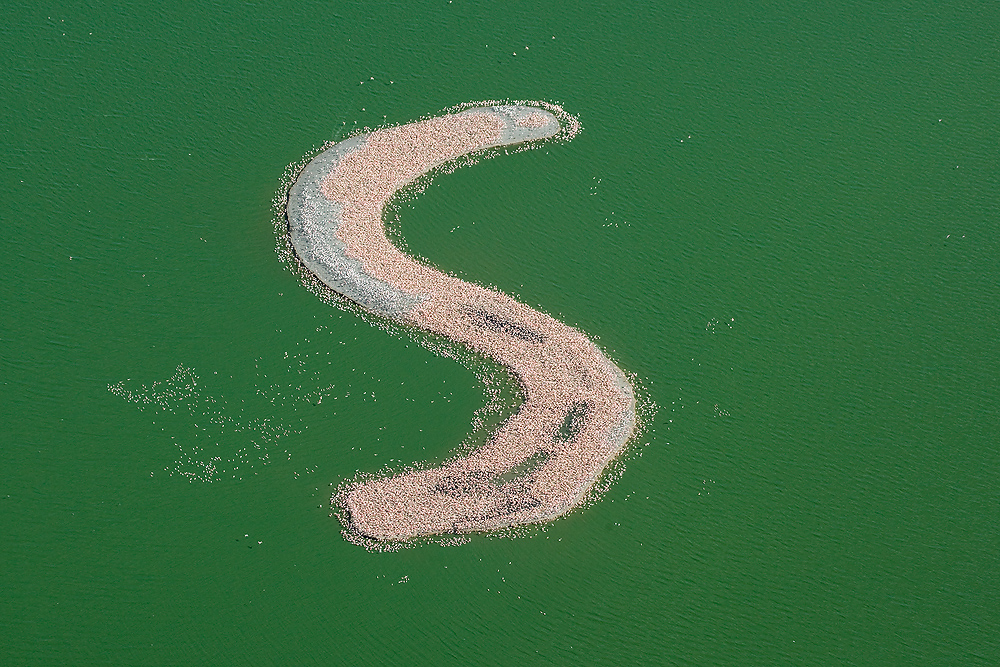
Flamingók a Kamfers gát egy mesterséges szigetén.

A Kimberley környéki táj viszonylag lapos, nincsenek jellemző kiemelkedések; az egyedüli dombok, a több mint egy évszázados gyémántbányászat következtében keletkezett törmelék lerakók. Az 1990-es évektől kezdődően ezeket újrahasznosították, és visszatemették a De Beers bányába (2010-ben a felszíntől néhány tíz méter mélységig lettek visszatöltve). Bizonyos bányalerakókat a Nagy Lyuk közelében kulturális örökségnek nyilvánítottak, és Kimberley ipartörténeti részeiként törekednek a megőrzésükre.
A várostól néhány perc autóútnyira, bármely irányban dombokkal tarkított síkság tárul az utazó elé. Észak, északnyugati irányban a dombok jellemzően alapkőzetből (andezitből), míg délre és keletre Karoo korabeli doleritből állnak. A síkságon sekély mélyedések is kialakultak.
Kimberley egyik nevezetessége a Kamfers gát, egy a várostól északra fekvő víztározó. Fontos vízi élőhely, amely kiemelkedő a kis flamingók tenyésztése szempontjából. A környezetvédelmi kezdeményezések fő célja a térségben, hogy kapcsolatot teremtsen az emberek és a környező élővilág között.

## Kultúra

### Vallás
Kimberley a legkorábbi időktől kezdve vonzotta a különböző világnézetű embereket, és ez a mai napig tükröződik a város életében. Ezek elsősorban a kereszténység különböző felekezetei, az iszlám, a hinduizmus, valamint a zsidó vallás voltak. A hagyományos afrikai hitvilág tovább folytatódott a cionista keresztény egyházon (ZCC) belül. Kimberley a székhelye a Kimberley és Kuruman anglikán egyházmegyéknek, valamint a Kimberley római katolikus egyházmegyének. A városban templomuk van a metodista, a református, a baptista, valamint a holland református (afrikaans nyelven: Nederduitse Gereformeerde Kerk) egyházaknak. A Hetednapi Adventista Egyházat Dél-afrikában először Kimberleyben alapították meg.

### Nevezetességek és emlékművek

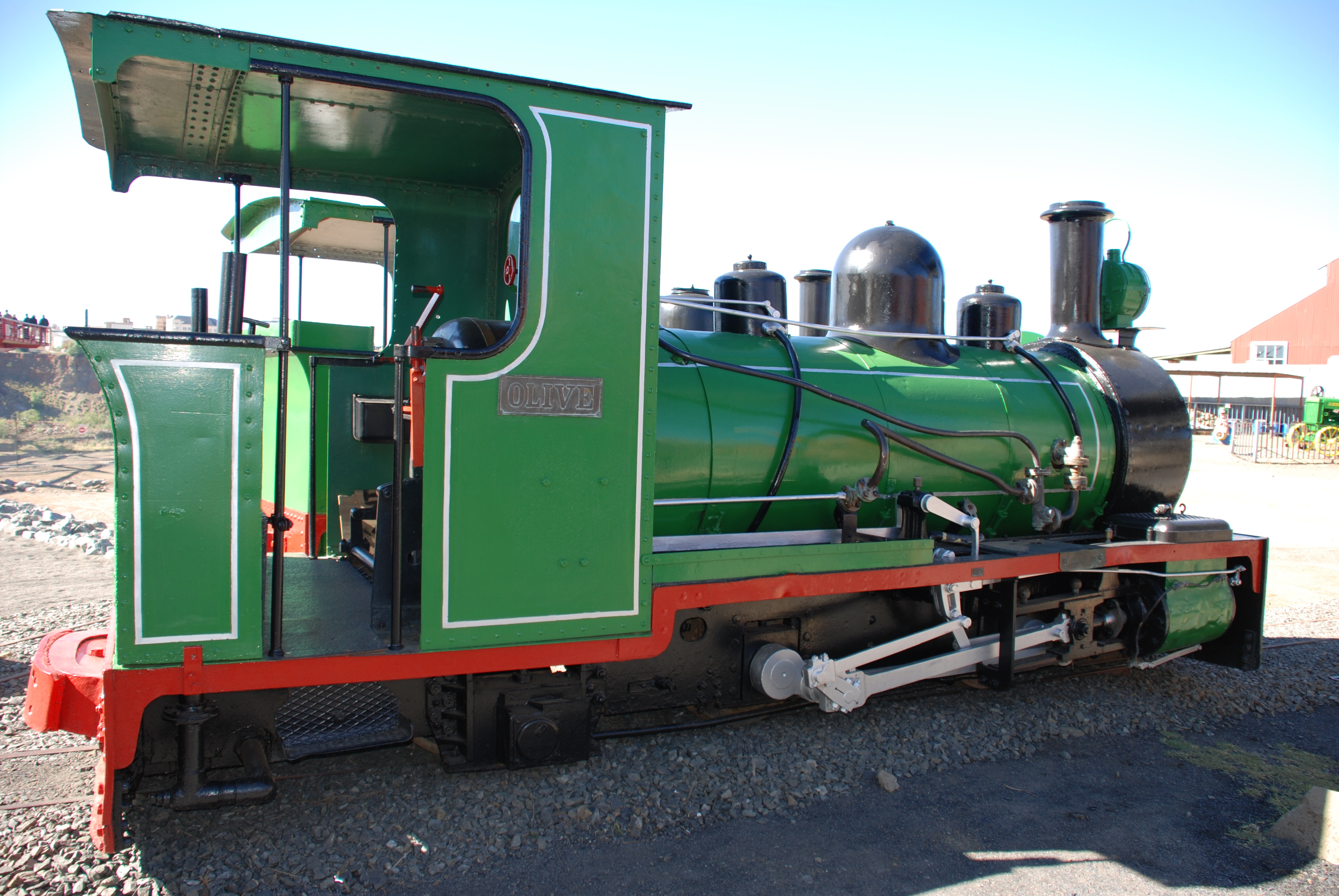
Rekonstruált mozdony a Kimberley Bánya Múzeumban.

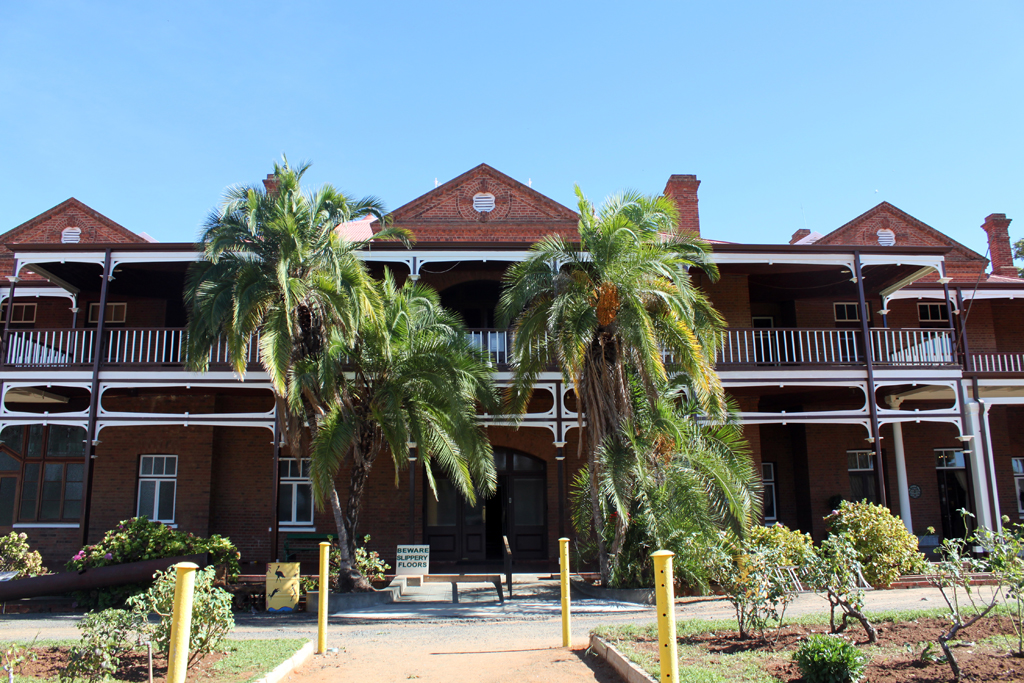
A McGregor Museum bejárata.

- A Nagy Lyuk - korábban Kimberley Bánya Múzeum - egy újraépített skanzen, és múzeum közvetlenül a bánya mellett. Gazdag gyűjteménye a város korai idejéből származó információkból és ereklyékből áll. Itt állították ki Cecil Rhodes vasúti kocsiját, amelyen Fokföld kormányzójaként az általa alapított Rodéziába utazott. Itt található az elsőként felépített ház, és a város első temploma is. A múzeum falán bekeretezve látható a De Beers Consolidated Mines-t megalapító, 4,6 millió font értékű eredeti csekk; amelyet Cecil Rhodes és Barney Barnato írtak alá.
- McGregor Museum (Kimberley Sanatorium)
- William Humphreys Art Gallery
- Kimberley Africana Library
- Pioneers of Aviation Museum
- Robert Sobukwe irodája
- Sol Plaatje Museum, amelyet Sol Plaatje lakóházában alakítottak ki. A költő itt írta a Mhudi-t.
- Transport Spoornet Museum
- Clyde N. Terry Hall of Militaria
- Freddie Tate Museum
- Magersfontein Battlefield Museum

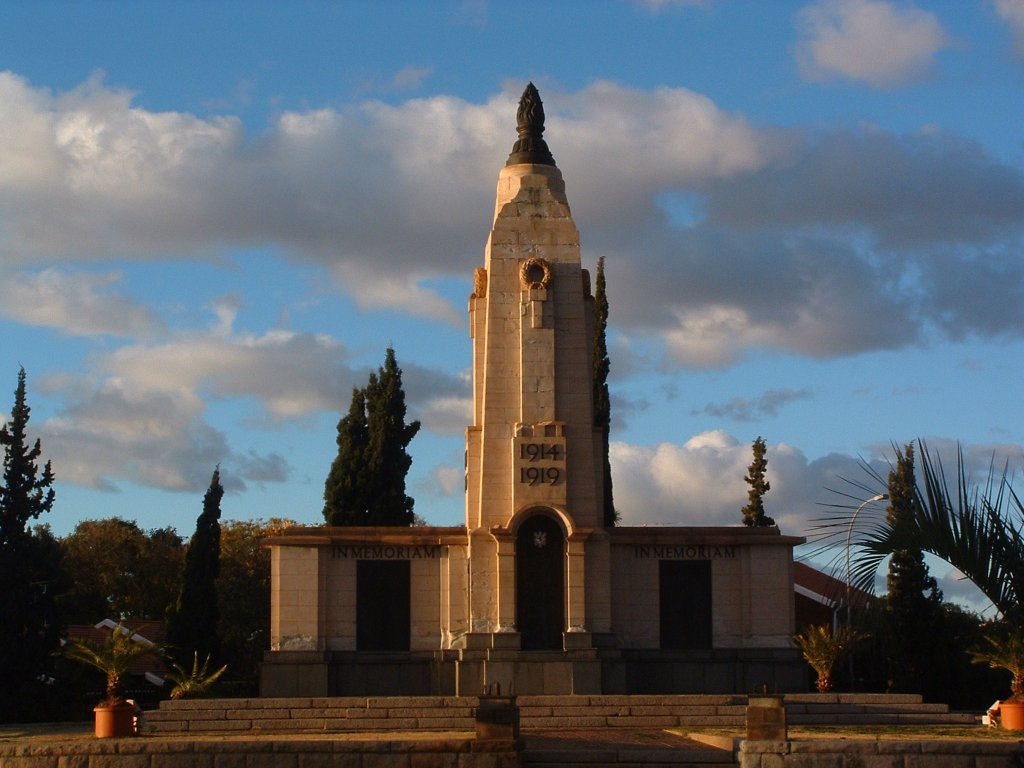
Első világháborús emlékmű Kimberleyben

- Miners' Memorial vagy ismert még Diggers' Fountain néven; az Oppenheimer Gardens-ben található emlékmű a város bányászainak állít emléket. Az öt életnagyságú bányász alak egy gyémántszitát emel a magasba.
- Honoured Dead Memorial; a második búr háborúban, és a Kimberley ostromában elesetteknek állít emléket.
- A Kenotáfium az első világháború áldozatainak, valamint a második világháborúban elesett Kimberley-i önkénteseknek állít emléket.
- Concentration Camp Memorial; a második búr háború internálótáborában meghaltakra emlékezik.
- Henrietta Stockdale szobra
- Frances Baard szobra
- Sol Plaatje szobra
- Burger Monument
- Mayibuye Memorial
- Cecil Rhodes lovasszobra
- Malay Camp Memorial

### Média
A legelső újság, a Diamond Field 1870. október 15-én jelent meg a Pniel kiadónál. Korai kiadványok voltak még a Diamond News és a the Independent. Kimberley jelenlegi napilapját a The Diamond Fields Advertisert 1878. március 23-a óta publikálják. Az afrikaans nyelvű olvasók körében népszerű a Volksblad és ingyenes helyi kiegészítése a Noordkaap.
A városban két kereskedelmi rádióállomás működik, amelyeket az 1990-es években alapítottak:
- Radio Teemaneng
- XKfm

## Sport

### Krikett
Kimberley több nemzetközi szinten is elismert játékossal járult hozzá a krikett történelméhez; Nipper Nickelson, Xenophon Balaskas, Ken Viljoen, Ronnie Draper, napjainkban pedig Pat Symcox valamint a Proteas edzője Micky Arthur neve emelhető ki.
2003-ban a városban rendezték az Krikett Világkupát.

### Rögbi
Híres játékosok Frank Dobbin, Ian Kirkpatrick, Tommy Bedford and Gawie Visagie. A város csapata a GWK Griquas.

### Labdarúgás
Kimberleyből származik Richard Henyekane Dél-afrikai focista.

### Úszás
Karen Muir

### Atlétika
Bevil Rudd olimpiai bajnok, sportújságíró.

### Kerékpár
Híres biciklisták voltak: Joe Billet, Steve Viljoen és Eddie Fortune.

## Fordítás
- Ez a szócikk részben vagy egészben  a   Kimberley, Northern Cape című angol Wikipédia-szócikk fordításán alapul.  Az eredeti cikk szerkesztőit annak laptörténete sorolja fel. Ez a jelzés csupán a megfogalmazás eredetét és a szerzői jogokat jelzi, nem szolgál a cikkben szereplő információk forrásmegjelöléseként.